# Gabriel Mestre
Gabriel Antonio Mestre (ur. 15 września 1968 w Mar del Plata) – argentyński duchowny katolicki, biskup Mar del Plata w latach 2017–2023, arcybiskup metropolita La Platy w latach 2023–2024. 

## Życiorys

### Prezbiterat
Święcenia kapłańskie otrzymał 16 maja 1997 i został inkardynowany do diecezji Mar del Plata. Pracował głównie jako duszpasterz parafialny, był też m.in. kapelanem szpitalnym, wicerektorem miejscowej wyższej szkoły teologicznej oraz wikariuszem generalnym diecezji.

### Episkopat
18 lipca 2017 papież Franciszek mianował go biskupem ordynariuszem diecezji Mar del Plata. Sakry udzielił mu 26 sierpnia 2017 biskup Antonio Marino.
28 lipca 2023 papież Franciszek mianował go arcybiskupem metropolitą archidiecezji La Platy. Arcybiskupstwo objął kanonicznie 16 września 2023 roku. 
27 maja 2024 papież przyjął jego rezygnację z pełnionego urzędu. 